# Shackletonova expedice

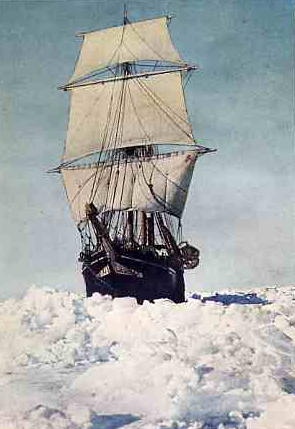
Endurance v roce 1915

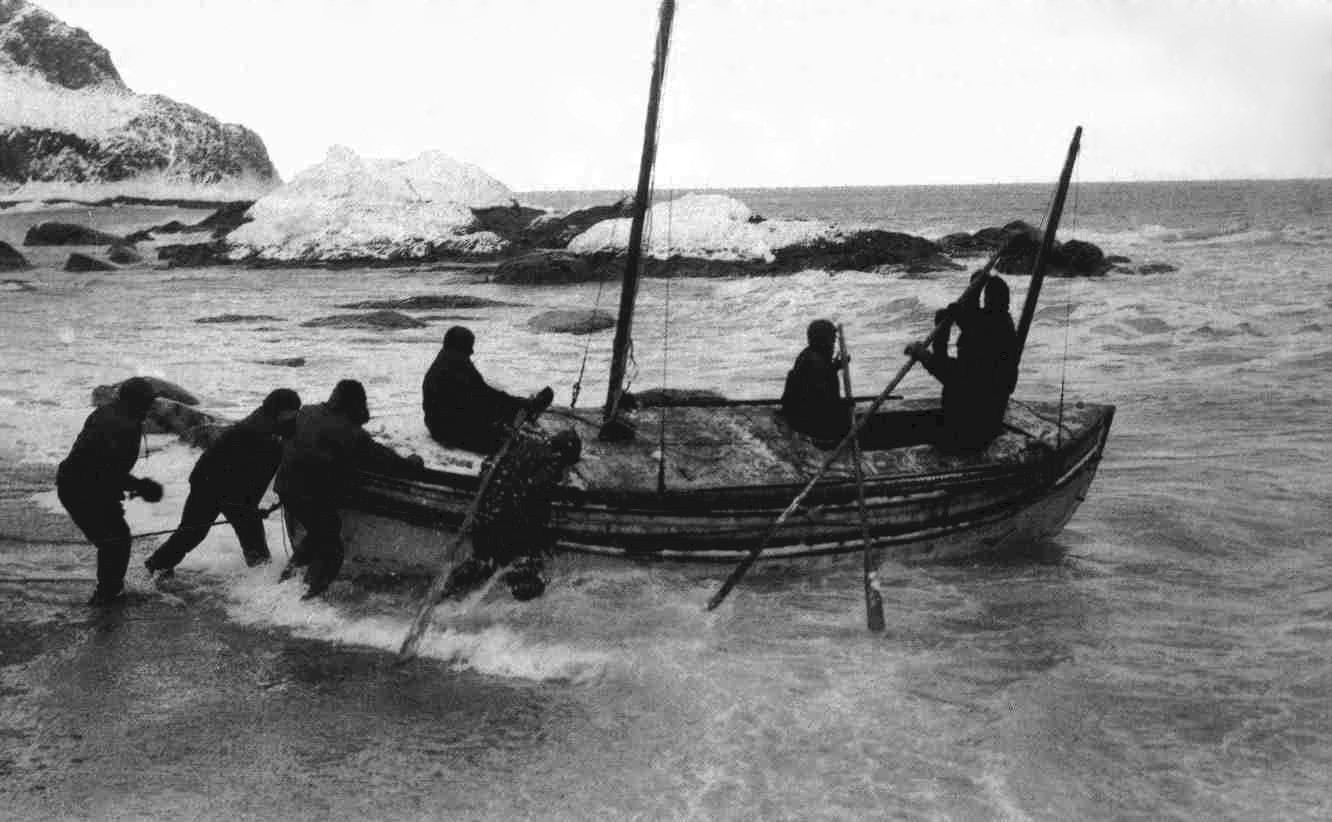
Spouštění člunu James Caird na vodu na pobřeží Sloního ostrova 24. dubna 1916

Shackletonova expedice (anglicky Imperial Trans-Antarctic Expedition) v letech 1914–1916 byla britská královská expedice pod vedením Brita irského původu Ernesta Shackletona s cílem překonat napříč Antarktidu od Weddellova moře přes jižní pól k Rossovu moři.

## Příprava

### Plán expedice
Shackelton měl v plánu vytvořit dvě samostatné skupiny na dvou lodích. Jedna měla vyjet z Anglie a vstoupit na pevninu ve Weddellově moři u Filchnerova šelfového ledovce. Družstvo v počtu šesti mužů pod Shackletonovým vedením mělo uskutečnit vlastní přechod v délce 2900 km až k Rossovu moři. Zbývající členové měli na pobřeží provádět výzkumnou činnost.
Druhá skupina měla vyplout z Tasmánie a přistát u Rossova šelfového ledovce na opačné straně kontinentu. Jejím hlavním úkolem bylo vybudovat hustou síť skladišť na Beardmorův ledovec, která měla být využita při cestě Shackletonova družstva z jižního pólu. Kromě toho měla provádět geologická a meteorologická pozorování.

### Finanční a materiální zajištění
Shackleton předpokládal, že pro základní vybavení expedice bude potřebovat minimálně 50 000 liber. Nevěřil v úspěch veřejné sbírky a v průběhu roku 1913 začal oslovovat přímo bohaté sponzory. Uvědomoval si také propagační potenciál expedice a prodal exkluzivní práva novinám a nově vzniklé filmové společnosti. V první polovině roku 1914 se mu podařilo získat potřebné finance. Za 14 000 liber koupil třísettunový škuner, kterému dal podle rodového hesla jméno Endurance (Vytrvalost), a za 3 200 liber loď Aurora (Polární záře), která kotvila v Tasmánii.
Když vyhlásil, že hledá vhodné muže pro svou expedici, přihlásilo se více než 5000 zájemců. Nakonec byl počet členů expedice stanoven na 26 mužů. Za svého zástupce si Shackleton zvolil zkušeného Franka Wilda, který s ním byl již na předchozích výpravách. Vědecký tým tvořili dva lékaři, geolog, biolog, fyzik a meteorolog. Výpravu doprovázeli dva filmaři, kteří pořizovali dokumentaci.

## Expedice

### Skupina u Weddellova moře

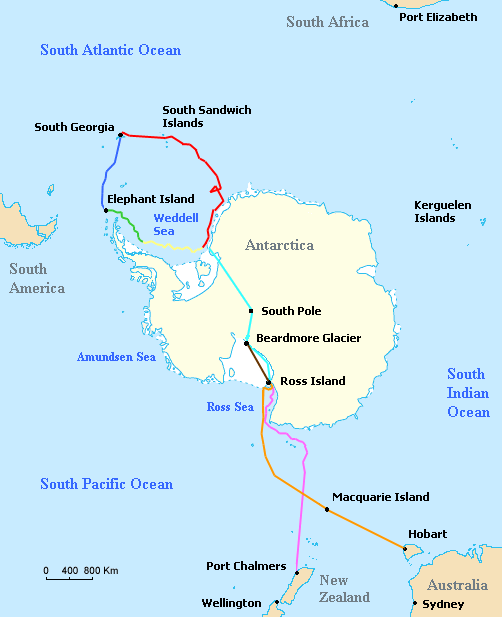
Mapa Transantarktické expedice

Endurance vyplula z Londýna 8. srpna 1914, čtyři dny po vstupu Spojeného království do první světové války. Shackleton nabídl své služby britské vládě, ale byl vyzván, aby uskutečnil plánovanou výpravu.
Expedice vyplula 5. prosince 1914 z Jižní Georgie. Loď však nedlouho nato (18. ledna 1915) ve Weddellově moři zamrzla a expedice se tak změnila v boj o holý život. Velká ledová deska driftovala pomalu k severozápadu. Dvacetisedmičlenná posádka 25. října 1915 opustila zpola rozdrcenou loď s plánem pochodovat po ledu k 557 km vzdálenému Pauletovu ostrovu. Vybavení výsadku čítalo 3 čluny, 3 stany, sáně, psí spřežení, kamna, potraviny a nejnutnější oblečení. 21. listopadu 1915 se opuštěná loď definitivně potopila. Trosečníci po pár dnech zjistili, že pěšky se daleko nedostanou, a postavili tábor přímo na ledové kře. Vlivem pohybu ledu museli změnit cíl své cesty; Pauletův ostrov minuli začátkem března asi o sto kilometrů. Na kře strávili téměř čtyři měsíce, zásoby doplňovali lovem tučňáků a tuleňů. Doufali, že naleznou záchranu u ostrova Deception, kde občas kotvily velrybářské lodi. Když se dostali na volné moře, 7. dubna 1916 spustili čluny a Shackleton se rozhodl, že se skupina pokusí dostat na Sloní ostrov, vzdálený asi 160 km. Po sedmi dnech přistáli na jihovýchodním pobřeží tohoto pustého a nehostinného ostrova, kde nebyla naděje na záchranu. Od obydlené Jižní Georgie je dělilo téměř 1400 kilometrů bouřlivého moře.
Nebyla naděje, že by takovou cestu mohli absolvovat všichni ve značně poškozených záchranných člunech. Kapitán Shackleton proto spolu s pěti muži vyplul pro pomoc na ostrov Jižní Georgie. K cestě použili nejzachovalejší člun z lodi Endurance, nesoucí jméno James Caird. Část trosečníků pod vedením Franka Wilda zůstala na ostrově s tím, že pokud by se pro ně Shackleton nevrátil, pokusí se příští jaro dostat na Deception.
24. dubna 1916 se šest mužů vydalo na nebezpečnou plavbu v sedm metrů dlouhém a dva metry širokém člunu. Po šestnácti dnech přistáli na pobřeží Jižní Georgie. Od velrybářské stanice na severu je dělilo 150 námořních mil po moři nebo 46 km vzdušnou čarou napříč ostrovem. Poničený člun již nebylo možno použít. Shackleton se dvěma muži po třídenním pochodu přes zledovatělé hory dorazili do osady, odkud okamžitě vypravili člun pro zbývající tři muže na druhé straně ostrova. 21. května 1916 bylo všech šest mužů ze člunu James Caird zachráněno. Po třech dnech se Shackleton na palubě najaté lodi vydal ke Slonímu ostrovu a vysvobodil zbytek posádky, která na nehostinném místě musela strávit dvacet týdnů polární zimy.
Všichni byli zachráněni 30. srpna 1916. Od ztroskotání lodi Endurance byli trosečníci 10 měsíců vystaveni polárnímu počasí s teplotou klesající pod -20 °C a větry o rychlosti přes 110 km/h.

### Skupina u Rossova moře
Aurora s velitelem Aeneasem Mackintoshem vyplula z přístavu Hobart v Tasmánii kvůli finančním a organizačním potížím až 24. prosince 1914. Od začátku se projevovala nezkušenost členů expedice a jejich slabá morálka. Už při prvním pokusu o vybudování skladišť přišli o deset z osmnácti psů. V květnu 1915 byla loď při vichřici stržena na moře a devět měsíců zůstala zamrzlá v ledu. Při tom urazila vzdálenost asi 2600 km až na Nový Zéland. Výprava na pobřeží tak přišla o značnou část zásob a musela je doplnit ze zbytků, které tam zanechaly předchozí polární výpravy. Během následujících měsíců se jí přesto podařilo zřídit potřebná skladiště až k úpatí Beardmoreova ledovce. Tři členové expedice, včetně velitele Mackintoshe, při čekání na záchranu zemřeli. V prosinci 1916 se Shackleton vydal z Nového Zélandu na opravené lodi Aurora pro druhou část výpravy. U Evansova mysu v Rossově moři našel sedm živých mužů, kteří zde prožili dva roky.

## Návrat do civilizace
Během 1. světové války byla veřejnost o osudech transantarktické expedice informována jen zběžně. Když se Shackleton 29. května 1917 vrátil do Anglie, jeho příjezd nevzbudil větší zájem.